# Малый повзрослел ч.2
«Малый повзрослел ч.2» — п'ятий студійний альбом Макса Коржа випущений 26 жовтня 2017 року під лейблом «Respect Production».

## Список пісень
| #         | Назва                   | Тривалість |
| --------- | ----------------------- | ---------- |
| 1.        | «Вспоминай меня»        | 6:32       |
| 2.        | «Молодость всё прощает» | 3:03       |
| 3.        | «Пьяный дождь»          | 3:15       |
| 4.        | «Малиновый закат»       | 2:57       |
| 5.        | «Оптимист»              | 3:15       |
| 6.        | «Напалм»                | 2:20       |
| 7.        | «Горы по колено»        | 3:59       |
| 25 хвилин |                         |            |

## Критика
Сайт Rap.ru поставив альбом на 14 сходинку «22 кращих російських альбомів 2017 року».

## Чарти
| Чарти (2017)        | Вища позиція |
| ------------------- | ------------ |
| Росія (Apple Music) | 1            |
| ITunes Store        | 1            |
| GooglePlay          | 4            |
| Deezer              | 6            |

| Чарти (2017)        | Пісня           | Вища позиція |
| ------------------- | --------------- | ------------ |
| Росія (Apple Music) | Пьяный дождь    | 5            |
| Росія (Apple Music) | Малиновый закат | 6            |
| Росія (Apple Music) | Горы по колено  | 10           |
| Яндекс.Музика       | Малиновый закат | 1            |
| Яндекс.Музика       | Напалм          | 3            |
| ВКонтакті           | Малиновый закат | 2            |
| ВКонтакті           | Пьяный дождь    | 8            |
| ВКонтакті           | Оптимист        | 19           |
| ВКонтакті           | Горы по колено  | 29           |